# 妮科尔·黑尔
妮科尔·黑尔（英語：Nicole Hare，1994年7月26日—），加拿大女子赛艇运动员。她曾代表加拿大参加世界赛艇锦标赛，获得一枚银牌。她也曾参加2016年和2020年夏季奥林匹克运动会。